# Kolawa (Zbydniów)
Kolawa – część wsi Zbydniów w Polsce położona w województwie małopolskim, w powiecie bocheńskim, w gminie Łapanów.
W latach 1975–1998 Kolawa  należała administracyjnie do województwa tarnowskiego.